# Maguan
För andra betydelser, se Maguan (olika betydelser).
Maguan, tidigare romaniserat Makwan, är ett härad i Wenshan, en autonom prefektur för hanifolket och yifolket i Yunnan-provinsen i sydvästra Kina. Det ligger omkring 280 kilometer sydost om provinshuvudstaden Kunming. 